# モーリス・ルブラン
モーリス・マリー・エミール・ルブラン（フランス語: Maurice Marie Émile Leblanc、1864年12月11日 - 1941年11月6日）は、フランスの小説家。
フローベールやモーパッサンらに影響され小説家を志望する。他に影響を受けた作家には、オノレ・ド・バルザック、ジェイムズ・フェニモア・クーパー、アルフレッド・アソラン、エミール・ガボリオ、そしてエドガー・アラン・ポーを挙げている。
怪盗紳士「アルセーヌ・ルパン」の生みの親である。ルブランの「ルパン」は、しばしばイギリスの作家アーサー・コナン・ドイルの生んだ「シャーロック・ホームズ」と対比される。ライバル作家は、オペラ座の怪人や事件記者探偵ルールタビーユシリーズの原作者のガストン・ルルーだった。

## 生涯・人物

### 生い立ち
フランス・ノルマンディーの地方都市ルーアン市内フォントネル通り2番地で第二子（長子は年子で長女のジョアンヌ）として生まれる。父エミール・ルブランは海運と石炭卸売とを主業とするブルジョア階級の実業家だった。分娩に立ち会ったのは、ルブラン家のかかりつけの医師で、フローベールの兄、アシル・フローベールだった（後にパリの文壇でモーリス・ルブランがこの事実を自慢することになる）。
1870年12月、普仏戦争のためスコットランドに疎開するものの翌1871年7月までに（当時まだプロシアの占領下にあった）ルーアンへと呼び戻されている。1873年10月よりジャンヌ・ダルク大通りのガストン・パトリ寄宿学校で初等教育を受けた後、同校に通学生として籍を置いたまま1875年から地元の「グラン・リセ」ことコルネイユ高等学校に入学。しばしば表彰を受けるほどの優等生でありながらリセの厳格な空気を嫌っていたことを後に自叙伝小説「L'Enthousiasme（熱意、1901年）」の中で回顧している。
1879年の夏には当時チェーン式が発明されたばかりの自転車を入手し、壮年期以降もサイクリングに傾倒するようになる。この当時のルブランは「神経質なほど感受性が強く、会話の際には時折チックの症状を示していた」と、実妹ジョルジェット・ルブランの「回想録（1931年）」中では記述されている。
1881年7月27～28日に文系バカロレアの第一部試験を受け「可」の成績で合格、最終学年である「哲学級」に進学する。最終学年では特に人間心理の分析を嗜好し、この時の勉学が後々の作品群に多大な影響を及ぼすこととなる。
1882年8月、文系バカロレアの第二部試験と数学・物理・自然科学の試験に「可」の成績で合格、グラン・リセを卒業する。その後、父エミールの要望により英語を学ぶためマンチェスターに一年間滞在。

### 兵役からの反動
1883年には自らフランスに戻り、11月5日にルーアン市庁舎で「条件付き兵役（1500フランを納入することで、本来5年の期間を一年に短縮できた）」に志願している。同年11月12日、ヴェルサイユ旧王立厩舎内の第11連隊（砲兵）に配属、翌1884年11月12日には予備役編入（条件付き兵役のため、正式な予備役編入は1888年11月8日付となる）までの待命予備期間（事実上の復員）となり、ルーアンに帰郷した。後年、このイギリス居住と兵役の期間について、ルブランは「L'Enthousiasme」で「『この二年間、私は不幸だった』と率直に言うことができるだろう」 と述懐している。
帰郷後の彼はこの二年の反動のごとく遊蕩に明け暮れた。劇場や居酒屋に足繁く通い、ビリヤードや葉巻きたばこの喫煙、飲酒や買春が毎日の生活の一部となった。旅行にも興味を示し、ラクロワ島を訪れたり、サイクリングで「フランス全土を踏破」 したりしたのもこの頃である。これらについてルブランは「決められた仕事に無理矢理就かせられたり、何らかの制限を設けられたりするという考えが、私には突然、耐えられなくなった」と「L'Enthousiasme」にて回想している。一方で、後の代表作「奇巌城」はこの頃訪れたエトルタの情景が源流となっている。
だが、1885年1月27日、敬愛する母ブランシュが41歳で死去し、その遺産相続にともなう親権解除のため、彼は就職せねばならなくなった。父の伝手により将来的に共同経営者となるべくルイ・ミルド＝ビシャールが所有する機械式梳毛（そもう）工場に勤務することになったものの、これはルブランにはまったく関心をもたらさない仕事であり、そこから逃避する手段として、ルブランは小説の執筆を始めた。

### 職業作家へ
当時、ルブランはある恋愛ごとが露見したために後ろ指をさされ、ルーアンに居づらくなっていた。一方で、しばしば訪れていたパリでは一歳年下の寡婦マリー・ラランヌと知り合い、恋愛関係を結ぶに至っていた。田舎での生活に耐えられなくなり、文学的成功も夢見ていたルブランは、ロー・スクールへの通学を口実として1888年の末にパリのモンマルトルのカレ6番地へと居を移す。生活資金は1891年に全額支払われる予定だった母親の遺産から捻出され、1888年12月29日には父より2万フラン、1889年から1890年の間には約7万フランを受け取っている。
1889年1月10日、マリー・ラランヌと結婚。ただし当時の風潮から結婚式は行わなかった。またこの頃、「文芸酒場」として名を成し始めていたキャバレー「黒猫」に足繁く足を運び、ルネ・モロやモーリス・ドネー等多くの文人・芸術家たちと交友した。結婚後、しばらくルブランはノルマンディを中心とした生活を送った。
兵役の再訓練は、妻マリーの妊娠を口実に1890年の秋に延期した。この結果、当時パリを襲ったインフルエンザの影響から幸運にも逃れられることができた。1889年11月28日、ニースにて長女マリー・ルイーズが誕生。この頃の生活拠点はニースではマセナ広場近辺のアルベルティ通り18番地のヴィラ・ラランヌ、パリでは8区、クラベロン通りだった。
1890年3月、リュドヴィック・バシェ美術出版社の「挿絵入り雑誌（ルヴェ・イリュストレ）」において短編「救助」にて商業デビューを果たす。同作は4月3日にルネ・モロが編集長を務める「挿絵入り盗人（ヴォルール・イリュストレ）」誌にも掲載される運びとなる。9月22日から11月20日までヴェルサイユの第11連隊に原隊に復帰し、伍長階級として再訓練を受ける。
11月、サン・ジョセフ通りのエルネスト・コルブ社から短編集「Des couples」を自費出版。「ギ・ド・モーパッサン先生に捧ぐ」との献辞が記されていた。しかし売上は惨憺たるもので、後にルブランは「800フランをかけて1000冊刷ったのに3、40冊しか売れなかった」とぼやいている。
11月23日にフロベールの記念碑の落成式がルーアンの実家の付近にあるソルフェリーノ庭園で行われることを知ったルブランは、パリへの帰路の列車で、ギ・ド・モーパッサン、エドモン・ド・ゴンクール、エミール・ゾラ、ギュスターヴ・トゥードゥーズが乗車するコンパートメントに潜り込み、「Des couples」の書評を乞おうと試みるものの、彼らは除幕式で疲弊しており、到底書評を願える空気ではなかった。この件はルネ・モロが「シャンピモン」の筆名にて「挿絵入り盗人」誌が記事にし、同時に「Des couples」への好意的な書評を掲載している。
1891年の夏にはヴォコットに滞在、エトルタ近郊に所在するモーパッサンの別荘「ラ・ギエット荘」を訪れたという話を友人にしているが、モーパッサンが最後にここを訪れたのは1890年の夏であるため、虚言の可能性が著しく高い。

### 中堅作家へのキャリアの積み重ね
ルブランはヴォコットには1894年まで毎夏滞在することとなる。1892年にはモーリス・ドネーに依頼され、この地で喜劇脚本「女の平和」を共同執筆するが、ドネーが共同執筆者である彼の名前を出さずに脚本を発表したことにより、ルブランは強く落胆する。だが、同時期にエトルタで知り合ったマルセル・プレヴォーは「ジル・ブラス」紙のヴィクトール・デフォセ会長を紹介、これによりルブランは「ジル・ブラス」にコラムニスト兼投稿小説家として採用される。10月3日には早速ルブランの短編「嘘だ！（副題：苦しむ人々）」が掲載され、これによりルブランの名が世に知れ渡るようになった。同日、第二訓練期間としてルブランは第11連隊に原隊復帰、10月30日まで再訓練を受ける。12月3日、かねてより入会を求めていた作家協会の準会員となる。これは「女の平和」におけるルブランの著作権を守るためにも必要なことであった。12月22日、グラン・テアトルで「女の平和」の公演の幕が開かれる。1893年4月9日、「ジル・ブラス」で長編小説「Une femme」の連載が開始、5月23日にオランドルフ社より単行本が出版される。オランドルフ社からは1894年4月10日にも「Ceux qui souffrent」が出版されることとなる。1894年6月11日には「自転車」のタイトルで「ジル・ブラス」に時評が掲載される。1895年4月4日、セーヌ県裁判所において既に疎遠となっていた妻マリーからの離婚請求が認められ、4月27日に離婚が成立する。これに関し、ルブランは「ジル・ブラス」の時評で「あなたは、平凡なのです」と前妻マリーを評した。11月初旬にはオランドルフ社から「L’Œuvre de mort」が出版される。これは「クーリエ・フランス」や「新聞と本の雑誌」等の書評において絶賛を受けた。ルブランは「ジル・ブラス」以外の著名誌への掲載を望みはじめ、ポール・エルビュに「両世界評論」誌への口利きを頼むが、結局この試みは失敗に終わった。
1896年3月、スポーツジャーナリストのピエール・ラフィットが設立した自転車サークル「アーティスティック・サイクル・クラブ」に入会。これが後にルパンシリーズを生み出すきっかけとなる。5月12日には「ジル・ブラス」に「征服された自然」を寄稿、あらためて自転車への礼賛を示している。また同月、オランドルフ社から中短編集「Les Heures de mystère」が出版される。1897年初頭頃、夫エドワール・ウルマンと別居中だったマルグリット・ウォルムセールと出会い、交際を始める。4月末、オランドルフ社より「アルメルとクロード」が出版される。12月、「ジル・ブラス」に自転車を主題にした小説「Voici des ailes!」が掲載される。「いやいやながら ルパンを生み出した作家　モーリス・ルブラン伝」の著者であるジャック・ドゥルワールはこの作品について、「ニーチェの響きが見出せる」「自転車は人に超人の生を与えるのだ」と評している。12月20日、当時発行部数65万部を誇っていた日刊紙「ジュルナル・デ・デバ」に短編を寄稿。前後してコラムニストとして契約する。1898年2月、オランドルフ社より「Voici des ailes!」が出版される。この際、オランドルフ社編集長の依頼により匿名で新刊案内を作成。加えて、「スナップショット」と題するプロフィールも執筆したが、この中で「フロベールとモーパッサンの同郷人。彼らから貴重な助言を受けていた」と騙っている。

### 五年ものスランプ
だが、順調かと思われた作家としてのキャリアにも1899年頃から陰がさし始める。恋人マルグリットの離婚調停がうまくゆかず、ルブランは心身ともに健康を損なっていた。加えて、「ジュルナル・デ・デバ」に掲載された短篇小説をまとめた「Les Lèvres jointes」が6月に発売されたものの売れ行きは芳しくなく、職業の面でも苦境に陥った。最後となるはずの訓練兵役も「消化不良と羸痩（るいそう）のため、1899年10月28日、パリ特別委員会により一時的な兵役免除となった」。さらに1900年10月5日には「ルーアンの特別委員会より、極度の羸痩と慢性胃病のため」、兵役義務を解かれている。苦しい雌伏の時にありながらもルブランはニースやブルゴーニュのプーク＝レ＝ゾーで温泉療養しつつ書き下ろしの小説を手掛け、1900年5月10日にはマルセル・プレヴォーならびにジュール・ルナール（「にんじん (小説)」の英訳に際し、妹ジョルジェットとその恋人モーリス・メーテルランクとともにルブランは翻訳者の仲介を手掛けていた）を推薦者としてフランス文芸家協会へ入会申請を行なっていた。この申請は無事10月29日に認められることとなる。1901年2月初頭に、書き下ろし自伝長編「L’Enthousiasme」がオランドルフ社より刊行される。これはルブランとしては相当の推敲と努力とを重ねた作品だったが、反響はさしてなく、初動部数も1000部程度と悲しむべき数字に収まった。
この頃、ピエール・ラフィットが興した出版社Les Éditions Pierre Lafitte et Cieから女性向けファッション誌Feminaへの寄稿依頼を受け、1901年9月15日に「困難な選択」を発表。1902年6月からは「Les Yeux purs」の連載を始める。同年8月12日、マルグリットが長男クロードを極秘出産。また同時期に、かのアンリ・デグランジュの依頼を受け、「自動車・自転車」紙（のちに「自動車」紙に改名）に9月7日から短編の冒険・アクション小説を寄稿し始める。ルブランがそれまで書いてきた心理小説・純文学小説とは方向が異なるこれらの依頼を受けたのは単純に経済的な理由によるものであり（「ジル・ブラス」誌からの依頼は既に停止していた）、やはり彼としては渋々といった面が強かった。1903年、「ル・プティ・ジュルナル」紙の付録「Le Petit Journal Illustré」に寄稿を始め、8月30日には中篇「シャンボン通りサークルの犯罪」を発表。「その題材はアルセーヌ・ルパンの『犯罪的な』冒険を予感させる」とジャック・ドゥルワールはこの作品について述べている。1904年6月、オランドルフ社から「自動車」紙発表作品を中心にした短編集「Gueule-rouge 80-chevaux」が出版。この作品は「それまでルブランが執筆してきた心理小説とルパンの冒険との接点として位置づけられる」と、ジャック・ドゥルワールは分析している。12月29日、マルグリットとエドワール・ウルマンの離婚がセーヌ県裁判所で成立。1905年1月24日、父エミールが逝去。享年75歳だった。

### ルパンの誕生
すでに中堅作家として名を成していたルブランであったが、それまで出版された10冊の総売上は２～３万部程度であり、職業作家としてはさらなる躍進が必要だった。そのため1904年には一幕ものの戯曲を数篇発表するなど新機軸に挑戦してみたものの、これは直ちに成功するものではなかった。それと同時期に、ピエール・ラフィットと部下のアンリ・バルビュスは当時隆盛を誇っていた雑誌「ル・プティ・ジュルナル」の対抗馬となる雑誌「Je sais tout」創刊号を1905年2月15日に発売。そして、イギリスで「シャーロック・ホームズシリーズ」の掲載により大商いとなっていた「ストランド・マガジン」の成功を踏まえ、これまで「Femina」誌で依頼通りの原稿を執筆してくれていたルブランに新たに「冒険短篇小説」の執筆を依頼する。ルブランの人生における最大の転機到来だった。
ルブランは「自動車」紙や「Le Petit Journal Illustré」に掲載された作品群を習作とし、特に苦労することもなく無意識的に、軽妙で魅惑的な「泥棒紳士」のアルセーヌ・ルパンを創造した。1905年7月15日に「Je sais tout」第6号で発表した読み切り「アルセーヌ・ルパンの逮捕」が大評判となり「Je sais tout」の売り上げも好成績だったため、ラフィットと マルセル・ルールー（「ジル・ブラス」誌で執筆していた彼もラフィットの会社に転職していた）ギュルス に滞在し、「自動車」紙の原稿にかかりきりだったルブランの元を8月に訪れてルパンの続編を書くように説得した。ルブランは「強盗は投獄されているんですよ」と反論したものの、ラフィットは「脱獄させろ」と応酬し、「続けろよ。フランスのコナン・ドイルになれるんだ。栄光を手にするんだ」とそそのかした。それでも「他のジャンルの文学に専念したい」と渋るルブランに対し、ラフィットは「そうかい？他のジャンルで頑張ったところでどうにもならないさ。心理小説は終わったんだ。今や『幻想と怪奇の文学』の時代だ（これは翌月の「Je sais tout」に掲載されるガストン・デシャン」の論文のタイトルでもあった）」と返した。「大衆」小説作家に「身を落とす（ルブラン自身の言葉である）」事を嫌がるルブランの宿泊先をラフィットはほぼ毎日訪れ、「文学的な小説を書くだけでいい」と繰り返し頼み込み続けた。結果、経済的な理由もありルブランは続編を書くことにし、以後の作家人生のほとんどをルパンに注ぎ込むこととなった。
ルパンの「最初の12の短篇」の原稿とともにルブランがパリに戻った後、11月15日発売の「Je sais tout」は次号でルパンシリーズの掲載を仄めかし、翌月号には「第一回ルパン懸賞」つきで「獄中のアルセーヌ・ルパン」を掲載した。1906年1月31日、離婚に伴う法的猶予期間が終了したことにより、晴れてルブランはマルグリットと正式に結婚した。新居はクルヴォー通り8番地のアパルトマンの6階だった（この時代、家賃は高層階に行くほど安い傾向があった）。
5月、ルパン発表前夜に書いた戯曲「La Pitié」の上演がアントワーヌ劇場で行われたが、この作品は大失敗であり、上演は8回で打ち切られた。5月6日、劇場オーナーのアンドレ・アントワーヌは日記にこう記している。「モーリス・ルブラン氏の見事な戯曲『La Pitié』の（観客つき）総稽古が、昨日、さんざんな結果に終わると、作者は『よろしい、お客に何が必要かはよく分かった。真面目な劇作は諦めよう。これからは金を稼ぐためにこしらえますよ』と私に言った」。また、のちにアントワーヌはいくつかの著書の中でこうも回想している。「本質的で人間的、深く掘り下げた作品によって（戯曲作家としての）デビューを飾った」が、「見事な演技」にかかわらず「かなり冷ややかに迎えられた」、「『La Pitié』を是非とも（再度）上演したいと思った。とても価値のある作品なのに、観客が正当に評価しているように見えない。」「この失敗の後、作者は演劇を諦めて小説に専念し、アルセーヌ・ルパンによって富と名声とを勝ち取ることになる」。同月の「Je sais tout」には「アンベール婦人の金庫」が「第五回ルパン懸賞」とともに掲載されたが、その回での質問は「ルパンが対決する有名な探偵とは誰か？」であり、次号では「遅かりしシャーロック。ホームズ」が掲載された。結果、「Je sais tout」にはホームズを無断使用されたコナン・ドイルからの抗議文が送られてきた。一方のルブランはと言えばちょうど「ルパン対ホームズ」「奇巌城」というホームズを敵役とする長編二本を執筆中であり、以後「ホームズ」の名前はアナグラムにより変名されることになる。12月25日、「自動車」紙に「クリスマス」が掲載される。ルパンの成功を汲み、著者名の下には「翻訳権所有」の但し書きがルブランの作品としては初めて記述された。なお、翌1907年2月7日に掲載された「駆け落ち専門」が「自動車」紙への最後の寄稿となる。
この頃からルブランは健康上の理由から自粛していた文士たちとの社交を再開する。3月、猟官運動が功を奏し、文芸家協会の委員に就任、5月27日の協会会合で「翻訳権に関する事項」の担当委員に任命される。5月発売の「Je sais tout」に掲載された「ハートの7」（予告ではルパンとガニマール警部に挟まれたルブランの写真が掲載された）ののち、6月10日に発表済作品の改稿ながらルパン最初の書籍となる短編集「怪盗紳士アルセーヌ・ルパン」がラフィットのソシエテ・ジェネラル・デディシヨン・イリュストレ社より出版された。「タイトルは短編集を出そうと思った時に頭に浮かんだ」とルブランは語っている。献辞はラフィットに捧げられた。「親愛なる友よ、君は、自分では決して挑戦しようと思わなかった道に僕を導いてくれました。僕は、底にこんなにも多くの喜びと文学上の魅力を見出したのだから、この第一巻の冒頭に君の名を記し、僕の君への友情と変わらぬ感謝の意を表すのが当然だと思います」。優れた商売人であったラフィットは初版は2200部に限定し、版を重ねて広告を兼ねる方法を選んだ。6月12日、ソシエテ・ジェネラル・デディシヨン・イリュストレ社と正式契約。初版2200部、価格は3.50フラン、印税は一部につき60サンチーム、契約期間は10年。但し書きは「モーリス・ルブラン氏はピエール・ラフィット氏に探偵風俗小説は全てを提供することを約束し、一方、ピエール・ラフィット氏はそれらを同条件のもと同じ双書で出版することを約束する。（中略）最低一年に一冊の割合で出版し、これらの書籍のうちの一冊の売上げが、発売後一年で三千部を上回らなかった場合には、ピエール・ラフィット氏は本契約を解除する権利を有する」というものだった。

### 大御所へ
翌1908年1月13日、文芸家協会に「小説『アルセーヌ・ルパン』がブカレストの新聞『ルーマニア』に無断転載された」との廉で、当該新聞を訴えるために協力を求める。また同時期より各国翻訳への営業活動をはじめる。1月17日、文芸家協会における功績により、「公教育と美術」の分野でレジオン・ド・ヌールのシュバリエ章を受章。2月10日、「ルパン対ホームズ」が出版。連載版から大幅な改訂がなされ、結末までもが変えられていた。この年の秋頃、演劇作家フランシス・クロワッセと共作していた戯曲「ルパンの冒険」の脚本が依頼者アベル・ドゥヴァルへ納品される。この四幕物の舞台は10月28日の最終リハーサルから爆発的な人気を見せ、長期的に上演を重ねる。11月より「Je sais tout」に「奇巌城」が「新アルセーヌ・ルパン懸賞」とともに連載開始。これについて、ルブランは「もう駄目だった。僕はもうアルセーヌ・ルパンから離れられなかった」と述懐している。「エトルタの針岩の中を穿つ」というアイデアのきっかけは今日も不明なままである。
1909年3月28日、文芸家協会の総会でルブランは副会長（定数二名）に選出される。6月15日、「奇巌城」の単行本が発売される。11月8日、とある晩餐会に文芸家協会の代表として出席し、ロラン・ボナパルトに文学賞の設立を提案する。3月5日より「ジュルナル・デ・デバ」において「813」が連載開始。ガストン・ルルーとレオン・サジイを擁するライバル紙「ル・マタン」に「ジュルナル・デ・デバ」が対抗する手段がルパンの連載だった。6月、「813」の単行本が発売される。初版は12,000部という当時としては強気な部数であり、それでも8月と12月には5千部づつ増刷された。10月28日より、ヴィクトール・ダグレとアンリ・ド・ゴルスが共作した舞台劇「アルセーヌ・ルパン対エルロック・ショルメス」がシャトレ座で1910年3月末まで上演され、大ヒットとなった。これは前年にルブランが二人と交わした契約に基づく作品だった。11月18日、ラフィットが新たに興した日刊紙「エクセルシオール」第三号にルブランの「ルパン物ではない」中篇「うろこ柄のピンクのドレス」が掲載された。
ルパンは大あたりを取り、ルブランに作家としての名声と、経済的成功をもたらした。ドイルがホームズ物を飽くまで第三者の視点で描いたのに対し、ルブランは1907年発表の「怪盗紳士ルパン」の中で、自身をルパンの伝記作家として登場させている（「王妃の首飾り」、「ハートの7」）。
ドイルはホームズシリーズの成功に対してむしろ困惑し、犯罪小説で成功することを、より「尊敬に値する」文学的情熱から遠ざけるもので、生活を妨害されているようでさえあると感じていたともいわれている。同様にルブランも、もともと純文学・心理小説作家を志していた事もあり、犯罪小説・探偵小説であるルパンシリーズで名声を博する事に忸怩たるものがあったといわれる。ドイルがホームズをライヘンバッハの滝に落としたのと同様、ルブランも『813』（1910年）でルパンを自殺させている。「ルパンが私の影なのではなく、私がルパンの影なのだ」という言葉などにも、その苦悩の跡が見られる。その後は歴史小説『国境』（1911年）、モーパッサンの影響のある短編集『ピンクの貝殻模様のドレス』（1911年）、空想的な作風の『棺桶島』（1919年）、SFに分類される『三つの眼』（1919年、ファーストコンタクト・テーマ）、『ノー・マンズ・ランド』（1920年）などを発表。また1915年頃から映画公開と並行して発売される小説シネロマンという形態が生まれると、その執筆者に名を連ねた。
その後1920年『アルセーヌ・ルパンの帰還』にてルパンを復活させ、1927年には新しい探偵ジム・バーネットものを発表するが、このバーネットも実はルパンであることが後に明かされた。1930年代には文学界からも作家として高い評価を得るようになり、『ラ・レピュブリック』紙でフレデリック・ルフェーヴルから「今日の偉大な冒険作家のひとりである」「同時に純然たる小説家、正真正銘の作家である」と賞されている。1930年代には恋愛小説『裸婦の絵（L'image de la femme nue *これは絵じゃなく彫刻。裸婦像）』『青い芝生のスキャンダル』も執筆。小説の戯曲化にも意欲を注ぎ、1935年には『赤い数珠』を舞台化した『闇の中の男』が大成功を収めた。
晩年、「ルパンとの出会いは事故のようなものだった。しかし、それは幸運な事故だったのかも知れない」との言葉を残し、その自分の経歴も受け入れられるようになったとも見られ、『アルセーヌ・ルパンの数十億』（1939年）にいたるまで、ルパンシリーズを執筆する。
ルブランは1919年8月に文学への貢献（直接の理由は「国民的英雄・ルパン」の創造）によってレジオンドヌール勲章を授与され、1941年にペルピニャンのサン＝ジャン病院で亡くなった。死因の一つ（直接のものではない）は肺うっ血。妹ジョルジェットの死を息子のクロードから伝えられたが、その時にはもう意識が無くなっていた。

### 没後

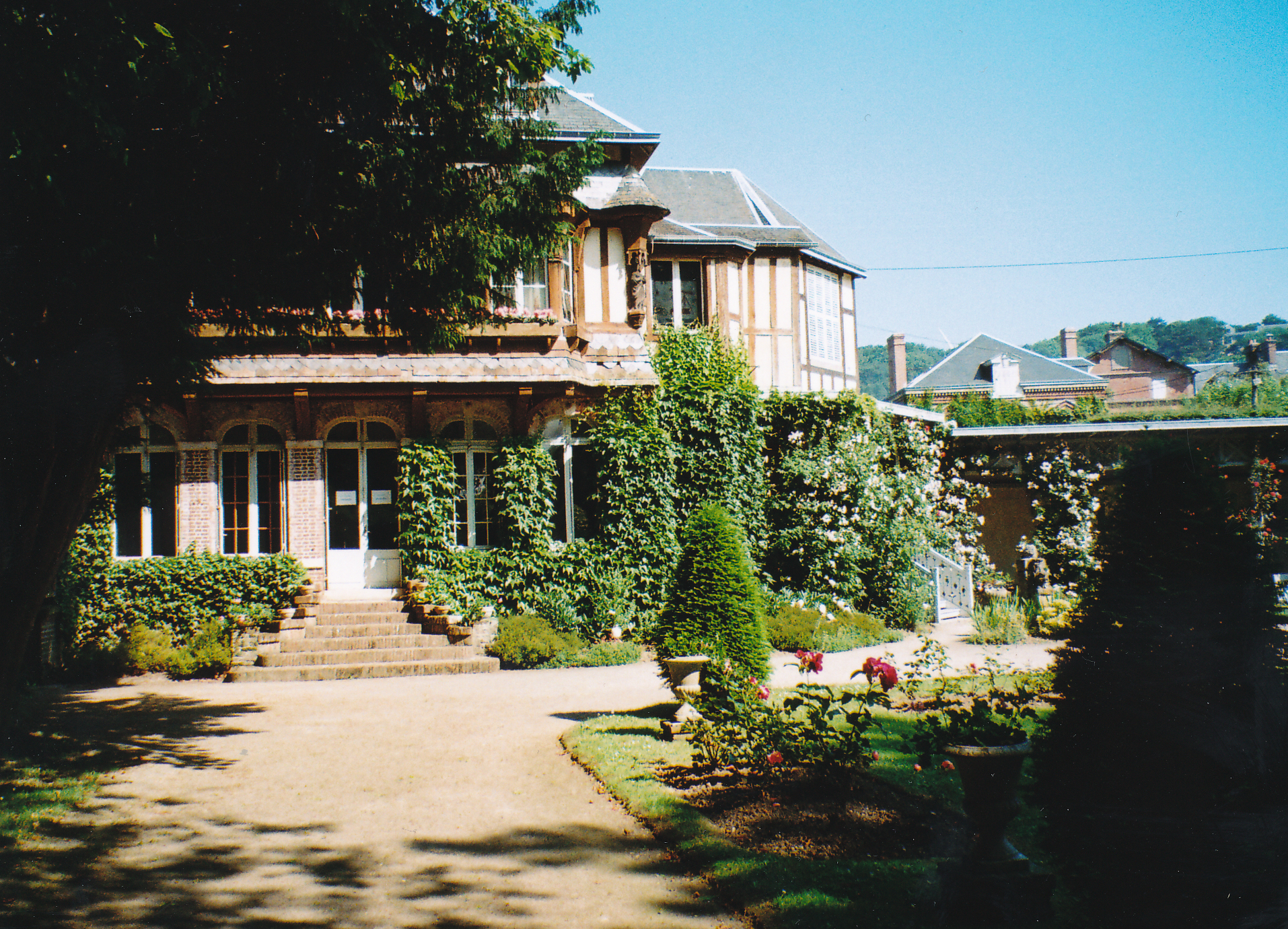
モーリス・ルブラン博物館「ルパンの隠れ家」le Clos Lupin, Musée de Maurice Leblanc

クロード・モネの絵で有名な大西洋岸の町エトルタには、彼の住居を基にしたモーリス・ルブラン記念館、通称「アルセーヌ・ルパンの隠れ家」がある。またモネの絵の題材にもなった有名なエトルタの岸壁は、その頂上に登ると崖の内部に潜れるようになっており、『奇巌城』に登場する暗号がそのまま金属プレートで掲示されている。また、ルブランの墓はパリのモンパルナス墓地にある。
伝記ではないが、日本で隆巴が書き下ろした戯曲『ルパン』は劇中劇のルパンと往還する形でルブランの苦悩を描いた作品であり、初演は仲代達矢がルブラン、ルパンの二役を演じた。
2012年に、1936-37年に執筆した『ルパン最後の恋』の草稿が発見され、孫のフロランス・ベスフルグ・ルブランの序文を付して、ルパンの最後の冒険として出版された。

## エピソード
- 『ジル・ブラス』紙に連作短編 "Contes essentiels" を発表した際（不定期。1893年4月28日から1894年11月5日まで）には、「L'Abbé de Jumiège（ジュミエージュ大修道院長）」のペンネームを用いた（ただし、1894年4月2日号分からは本名で発表されている。ジュミエージュ大修道院（フランス語版）はフランス革命の時にその本来の役目を終え、『奇岩城』や『カリオストロ伯爵夫人』でもその遺跡の姿が描写されている）。
- 亡くなる数週間前に、「ルパンが私の周りに出没して何かと邪魔をする」という趣旨の被害届を警察署に出し、そのため警察官が24時間体制で警備し、最期の日々の平穏を守った。
- お金に細かい所があり、経済的に不自由が無くなっても、出版社に鉄道の割引券（permis de circulation）を度々無心して、南仏などへの旅行に利用していた[58]。
- 1898年頃、助言を求めていた若い作家からの手紙に対し、次のように答えている。

「我々の偉大な作家たちをたくさん読みたまえ。フランス的な才能に恵まれた作家たち、モンテーニュ、パスカル、ラ・ブリュイエール、短篇小説のヴォルテール、ポール＝ルイ・クーリエ、フロベール、ルナンを。……」
「生きなさい。そうだ、何よりも生きて、多くのことを感じ、愛し、苦しみ、幸福でいるように心がけたまえ。我々は生きるために生きている。それが、我々の第一の義務だ。それに、それがよい作品を書く最良の方法だ。作品は、それが人生に基づいていなければ、説得力を持たない。小部屋に閉じこもっているような人が書くのは、空虚についての作品だ。街路に太陽があれば、あるいはどこかにきれいな女性がいれば、ペンを捨てなさい。後で、ペンを取ることはいつでも出来るでしょう。その後、あなたが書くことは、必ずその暑さと美しさの影響を受けずにはいられないでしょう。」
「もう一つ助言を。もし可能なら、たくさん旅をしなさい」
と返信を送っている。
- ヴォコットの別荘は当時の姿のまま現存しており、期間は限定されるものの宿泊もできる。
- 初期の「ルパン」シリーズ創作について、のちにルブランはこう語っている。「知らないうちに、潜在意識が僕を操っていたのです。たいした努力なんてしなくても、奇妙なシチュエーション、荒唐無稽な出会い、複雑な筋立てのアイデアがどんどん湧いてきました。そして、まったく驚いたことに、それらは不思議なほどたやすく解決してしまうのです。何もないところから生まれたアルセーヌ・ルパンは、こうして頭の中に出来上がってきたのです」[60]。
- 「Le Censeur politique et littéraire」の編集次長であったアンドレ・ビイーは「アシル・フロベールの立ち会いのもと誕生したことを自慢の種にしていた」「好みをすり減らす如き（ルパンシリーズ）の仕事のせいで、彼は神経を患い、クルヴォー通りのバルコニーで仕事をしなければならなかった。バルコニーはガラス張りのベランダに囲まれていて、その黄色いガラスのために、（常時）太陽の光が差しているように見えた。彼は横臥しながら鉛筆だけで書いていた。時々彼に付き添っていたジョルジェットの芝居がかった態度のおかげで兄の慎み深さがより一層際立っていた」「彼の取り巻きは、ルブランが後戻りしない覚悟で、ただただ金儲けの文学に励んでいるのを見て嘆き」、そして「彼自身、そのせいで悲しんでいるように見えた」と回想している[61]。
- 「L’Enthousiasme」については出版後もルブランが原稿を手元に遺していた。

## 主な作品

### その他の小説
- Des couples『夫婦たち』（1890年）- 連作短編集
- Une femme『或る女』長編（1893年）
- Ceux qui souffrent『苦しむ人々』（1894年）- 短編集
- L’Œuvre de mort『死の業』長編（1895年）
- Les Heures de mystère『謎の時間』（1896年）- 短編集
- Armelle et Claude『アルメルとクロード』長編（1897年）
- Voici des ailes!『これぞ翼だ！』（1898年）
- Les Lèvres jointes『閉ざされた口』（1899年）
- L’Enthousiasme『熱狂』長編（1901年）
- Gueule-Rouge 80-chevaux『赤い口 80馬力』（1904年）- 短編集
- La Frontière『国境』長編（1908年）
- La Robe d’écailles roses『鱗柄のピンクのドレス（フランス語版）』（1912年）- 短編集
- L‘Éclat d’obus『砲弾の破片（オルヌカン城の謎）』長編（1914年）
- Le Cercle rouge『赤い輪』（アメリカ映画『赤い輪』The Red Circle を、モーリス・ルブランがノベライズした活劇大長編）（1914年）
- Les Trois Yeux 『三つの眼（フランス語版）』偕成社版邦題『三つの目』創元版邦題（1919年。1920年刊）（英訳タイトル： The Three Eyes）
- Le Formidable Événement 『驚天動地（フランス語版）』『ノー・マンズ・ランド』（1920年、1921年刊）（英訳タイトル： The Tremendous Event）
- Le Cercle rouge 『赤い輪』（1922年）（1915年アメリカの連続活劇The Red Circleを、舞台をフランスに移してノベライズしたもの）
- Dorothée, danseuse de corde 『女探偵ドロテ』『綱渡りのドロテ』（1923年）（英題：Dorothy the Rope Dancer、米題：The Secret Tomb、ポルトガル語タイトル：A rival de Arsène Lupin）
- La Vie extravagante de Balthazar 『バルタザールの風変わりな毎日（フランス語版）』『バルタザールのとっぴな生活』長編（1927年刊）
- Peau d’Ane et don Quichotte 『ロバの皮とドン・キホーテ』長編（1925年刊）
- Le Prince de Jéricho 『ジェリコ公爵』（1929年、1930年刊）（英訳タイトル： Man of Mystery）
- De minuit à sept heures 『真夜中から七時まで（フランス語版）』（1931年、1932年刊）（英訳タイトル： From Midnight to Morning）
- Le Chapelet rouge 『赤い数珠』（1932年、1934年刊）（新聞『ラ・ヴォロンテ』連載時（1932年）の題はLes Clés mystérieuses『謎の鍵』。後に『カリオストロの復讐』に登場するルスラン判事が謎を解く）（米題：Man of Miracles）
- L’Images de la femme nue『裸婦像』長編（1934年）
- Le Scandale du gazon bleu『青い芝生の醜聞』長編（1935年）

### 戯曲
- La Pitié 『慈悲』（1906年初演）